# Sant Joan les Fonts
Sant Joan les Fonts est une commune catalane de la comarque de la Garrotxa. Elle se trouve dans le Parc naturel de la Zone volcanique de la Garrotxa.

## Géographie
commune des Pyrénées située dans le parc naturel de la Zone volcanique de la Garrotxa
C'est la deuxième commune de la Garrotxa, par son nombre d'habitants, après Olot).
Sant Joan les Fonts se trouve à la croisée des routes qui unissent Gérone à Olot, d'une part, Figueres à Camprodon, d'autre part.

### Lieux de peuplement
- Begudà
- la Canya
- Pla de Baix
- Pla de Dalt
- Sant Cosme
- Sant Joan les Fonts

## Histoire
La première zone habitée apparaît au IXe siècle. Les séismes des années 1427 et 1428 détruisent la majorité des constructions. De sorte que la zone est reconstruite sur plusieurs localités de petite dimension. Cette reconstruction est freinée par la guerre civile au XVe siècle.
Le XVIIe siècle connaît une période de crise, accrue par la guerre de succession. La croissance démographique est ainsi bloquée jusqu'au XVIIIe siècle, avec l'arrivée d'immigrants sur la municipalité d'Olot et ses environs.
La grande guerre entraîne une nouvelle baisse de la population, chute qui se poursuit progressivement au cours du XIXe siècle. En particulier, l'épidémie de choléra fait des ravages en 1854.
Malgré la guerre civile de 1936 et la dictature franquiste, le XXe siècle connaît une revitalisation économique et sociale.

## Démographie
| 1991  | 1996  | 2001  | 2004  | 2006  |
| ----- | ----- | ----- | ----- | ----- |
| 2 821 | 2 745 | 2 719 | 2 660 | 2 652 |

## Économie
L'industrie est le secteur économique le plus important de la commune.

## Lieux et monuments

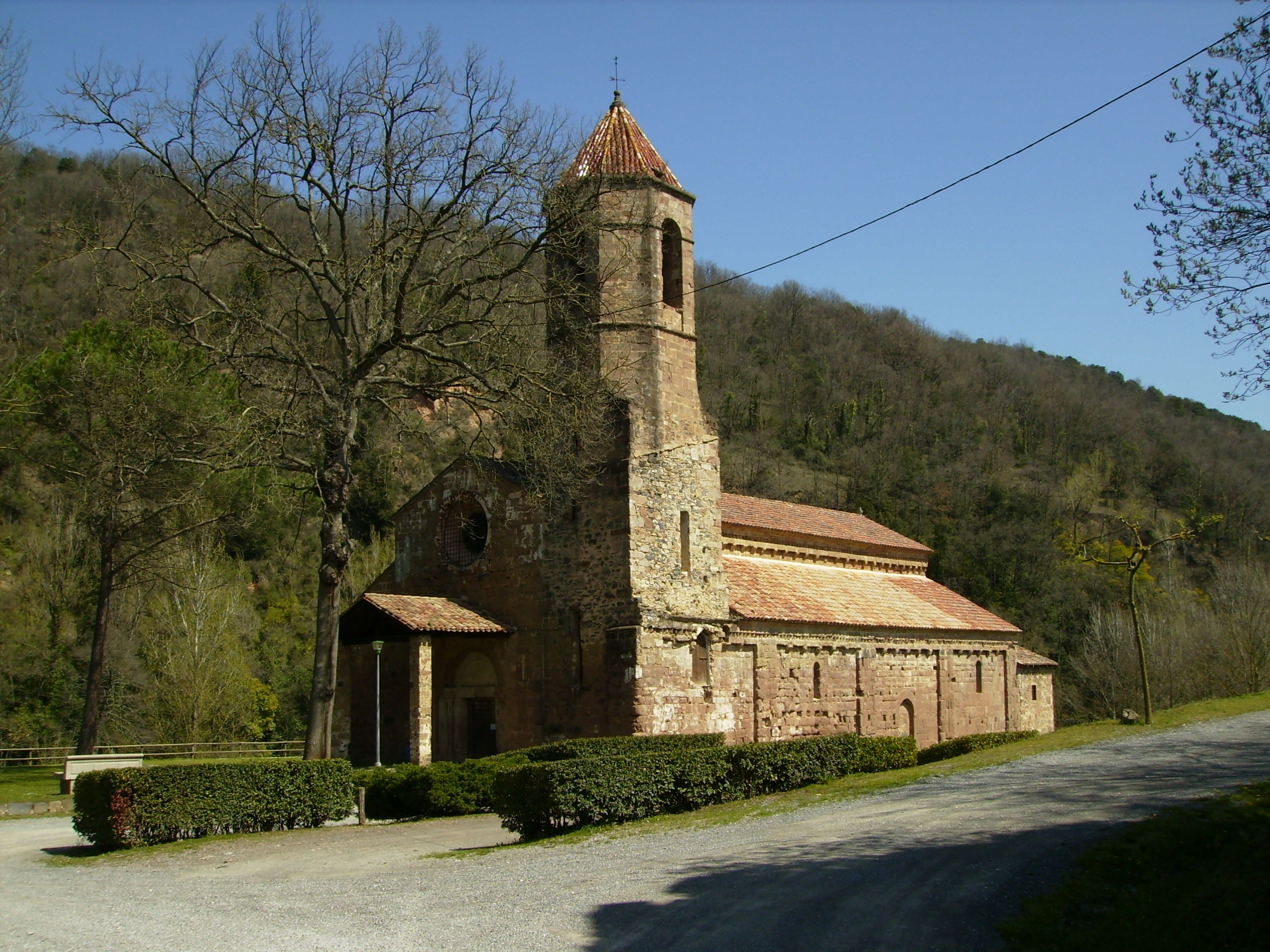
Église de l'ancien monastère

### Monastère de Sant Joan les Fonts
Il s'agit d'un ancien prieuré dépendant de Saint Victor de Marseille, puis de Sant Pere de Besalú jusqu'en 1592 et de Sant Pere de Camprodon jusqu'en 1835.
Déclarée monument national, l'église est de facture romane avec trois nefs. La partie centrale est en demi-cercle et les nefs latérales sont en quart de cercle.
Cette église romane du XIIe siècle est ce qui reste d'un ancien monastère aujourd'hui disparu. Remarquer le portail avec archivoltes soutenues par six piliers dont les chapiteaux sont sculptés de motifs végétaux.
Les peintures murales, dont celles de la coupole, sont l'oeuvre de l'artiste catalane Núria Llimona (1917-2011).

### Pont médiéval
Construit en pierre volcanique, le pont médiéval enjambe le fleuve Fluvià, unissant le centre du bourg avec sa nouvelle église et le quartier de Castanyer.

### Tour de Canadell
Fortification située sur la montagne de Vivers. Elle domine la plaine de la Garrotxa, à savoir Besalú, la vallée d'Olot et celle de Bianya.
La Tour de Canadell est une construction carrée de quatre étages, avec terrasse et des meurtrières sur les quatre faces. Elle était anciennement entourée d'une muraille.

### Estada de Juvinyà

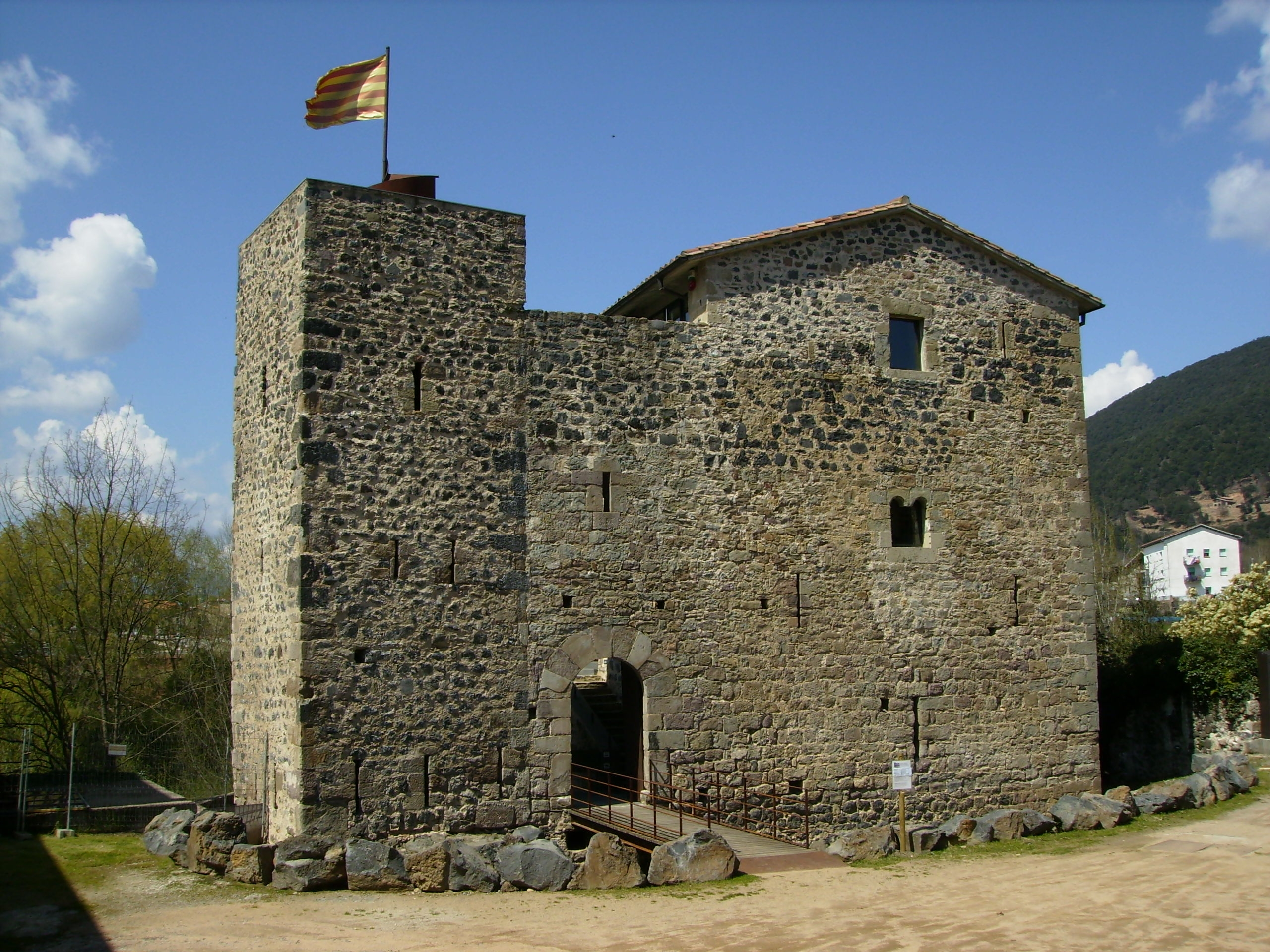
Estada de Juvinyà

Construction civile de style roman très ancien, située au bord du fleuve. Il s'agit d'une maison de maître fortifiée avec deux corps, la tour de défense et la demeure. Elle fut déclarée monument provincial en 1972.

### Moulin Fondo
Intéressant pour son archéologie industrielle, mais également pour la coulée de lave sur laquelle fut bâtie l'ancienne écluse la Reformada.

## Festivités
- Sant Isidre, en mai.
- Fête du Rosier, le lundi de Pâques.
- Fête patronale, le 24 juin.
- Crèche vivante, à Noël.